# Panstrongylus
Panstrongylus é um gênero de insetos da subfamília Triatominae, família Reduviidae.

## Taxonomia
Estudos demonstraram que o gênero é polifilético ou parafilético, necessitando de uma revisão taxonômica.
São reconhecidas 13 espécies válidas:
- Panstrongylus chinai (Del Ponte, 1929)
- Panstrongylus diasi Pinto & Lent, 1946
- Panstrongylus geniculatus (Latreille 1811)
- Panstrongylus guentheri Berg, 1879
- Panstrongylus howardi (Neiva, 1911)
- Panstrongylus humeralis (Usinger, 1939)
- Panstrongylus lenti Galvão & Palma, 1968
- Panstrongylus lignarius (Walker, 1873)
- Panstrongylus lutzi (Neiva & Pinto, 1923b)
- Panstrongylus megistus (Burmeister, 1835)
- Panstrongylus mitarakaensis Bérenger & Blanchet, 2007
- Panstrongylus rufotuberculatus (Champion, 1899)
- Panstrongylus tupynambai Lent, 1942

Anteriormente, Panstrongylus herreri Wygodzinsky, 1948 e Panstrongylus sherlocki Jurberg, Carcavallo & Lent, 2001 eram consideradas espécies válidas, mas a primeira foi sinonimizada com P. lignarius e a segunda com P. lutzi.